# Kayamb
Le kayamb, kaiamba, caïambe ou maravanne (à Maurice) est un instrument de musique utilisé dans les Mascareignes pour jouer le séga et le maloya. C'est un instrument de percussion idiophone. On le décrit comme un hochet en forme de radeau : c’est un idiophone par secouement.
Il a comme nom kayamb à La Réunion, raloba ou kaiamba à Madagascar, m’kayamba aux Comores, maravan à l’île Maurice, chikitse au Mozambique et kayemba au Kenya. Il s’agit, à quelques différences près, du même instrument, malgré les différences de taille et d'appellation d’un pays à l’autre. 
C’est un instrument qui, à lui seul, incarne l’âme de la musique réunionnaise : il résume toute l’histoire de l’île, l’héritage des esclaves dans les plantations de cannes à sucre. Ce sont eux qui ont construit les premiers kayambs avec ce qu’ils trouvaient dans les champs : du bois, des graines et des tiges de fleur de canne.

## Histoire
L’histoire du kayamb est intimement liée à celle du maloya. Il serait arrivé avec les premiers esclaves à La Réunion entre 1690 et 1724, date de l’institution officielle de l’esclavage à Bourbon par lettres patentes du roi. Le maloya reste encore une énigme historique même si on mesure mieux aujourd'hui les contours de cette pratique culturelle profondément ancrée dans la tradition populaire réunionnaise .
Les Réunionnais savent intuitivement que le maloya vient d'ailleurs de l’au-delà, Maloya la pa nou la fé, et ils le disent dans les chansons héritées de leurs ancêtres.
Le kayamb tirerait donc ses origines de l’Afrique de l’Est, depuis la Somalie jusqu'à l’Afrique du Sud. Des pratiques très similaires au maloya ont été observées dans plusieurs pays de la côte est-africaine : deux ethnies, les Makuas et les Makondés du sud de la Tanzanie ont notamment servi de réservoirs de main-d'œuvre servile avant l'abolition de l'esclavage. 
L'unyago est une pratique culturelle qui remonte en Afrique de l'Est à l'époque de l'esclavage et qui était transmise par les femmes. Il y a certes une différence de signification entre le maloya traditionnel de La Réunion et l'unyago  – le maloya rappelle aux pratiquants les dures réalités de la vie et leur transmet ainsi le sentiment de mélancolie, tandis que l'unyago est pratiqué dans un cadre festif à caractère initiatique – mais la convergence au niveau musical et au niveau gestuel est surprenante de ressemblance.
Les deux styles de musique ont la même base instrumentale : les percussions. À l'exception du rouleur, gros tambour, recouvert d'une peau de bœuf ou de cabri tannée, lequel est remplacé en Afrique par un tambour moins important en volume, les différences d'instruments entre les deux zones géographiques sont minimes. Comme en Afrique, les musiciens réunionnais chauffent leurs percussions au feu de bois pour obtenir une bonne sonorité. Les observateurs du XIXe siècle notent la présence à La Réunion du roulèr ou oulèr, du kayamb ou caïamb, et du bobre ou bob. D'autres instruments sont recensés au XXe siècle, tels que le sati et le piker, liés à l'immigration des Tamouls et Malbars.
À part quelques adaptations, tous ces instruments sont présents en Afrique de l'Est ou à Madagascar. À La Réunion, dès l’époque du marronnage, les Malgaches marrons s'approprient et sacralisent les cirques et les hauts de l'île. On peut alors penser que les rites animistes ont dû aider les marrons à survivre. Pendant la période de l’esclavage qui a duré plus de 150 ans, le tchéga qui deviendra au XXe siècle le maloya, se joue dans les habitations (appelées aussi les camps) entre les esclaves mozambicains, yanbanes, zanbèz et malgaches.
Cette musique à trois temps est essentiellement basée sur des percussions de trois instruments traditionnels : rouleur, bobre et kayamb. Dans les propriétés, il arrivait aux esclaves, lors d’évènements importants, de faire un service kabaré, cérémonie animiste dédiée aux esprits, pendant laquelle les vivants parlent aux morts (origine malgache). Ces services étaient voués aux ancêtres ou à la récolte. C'étaient des complaintes chantées par un choriste et repris par un chœur dans lesquels paraissent des mots de leurs anciens dialectes. Ils chantaient et pleuraient leurs peines et leurs maux, en se languissant ou en accélérant le rythme. Cette musique est en plus des mots malgaches et africains, accompagnée d’onomatopées destinées à appeler les esprits.
Musique de transe et de possession, elle se joue au départ lors de services en hommage aux ancêtres, mais elle est aussi le moyen de se moquer des maîtres, car quelques paroles sont en français, c’est donc pour ces hommes et femmes le moyen de garder un esprit libre. Les colons craignent ces servis kabaré  jusqu’à les proscrire sur leurs propriétés. L'utilisation du kayamb s’est donc vue perpétuée dans la clandestinité : ces chants, danses et complaintes se pratiquent en cachette des maîtres après le labeur, le plus souvent le soir dans les camps ou à l’extérieur des cours d’usine.
Ces chants et danses marquent aussi la fin des campagnes sucrières. 
Ainsi le kayamb a été reproduit et utilisé dès l’arrivée des premiers esclaves : il est composé d’éléments végétaux disponibles et à portée de main mais sa fabrication nécessite un savoir-faire. Les matériaux pour la fabrication du kayamb ont eux aussi évolué au fil du temps même si quelques artistes perpétuent de nos jours la fabrication traditionnelle.
Le maloya représente l’expression de la résistance des esclaves importés d’Afrique et de Madagascar, il est la partie spirituelle, le temps de la danse, pendant le rituel sacré  kabaré, ou culte des ancêtres. 
Les autorités françaises ne voient pas toujours d’un bon œil cette forme populaire relatant les soucis du quotidien et de l’abolition de l’esclavage en 1848.  Jusque dans les années 1980, le maloya est interdit. Ce n’est qu’en 1981 que le maloya sera officiellement autorisé. Après 1981 et la reconnaissance officielle de la fête du vingt décembre, des artistes rebelles vont mettre en scène un maloya qui jusqu'alors se pratiquait dan fénoir, et qui donc intriguait, voire inquiétait l'imaginaire, suscitait la curiosité et parfois même était sous surveillance.
Firmin Viry, Patrick Persée, Gaston Hoareau, Danyèl Waro, Ziskakan et Gilbert Pounia, Bastèr et Thierry Gauliris, Cimendef et son chef indépendantiste Sinimalé, Zarboutan, Roséda, Ti Fock, Ousanousava, Ravan, Jacqueline Farreyrol et Kaloupilé, comme beaucoup d'autres, vont faire vibrer cette musique et contribuer à lui conférer la place qu’elle occupe aujourd’hui.
Signe de la révolte, le maloya va devenir le symbole fort d'une identité réunionnaise qui sort enfin de sa clandestinité pour s'épanouir au grand jour. À tel point qu’il est aujourd’hui inconcevable de dissocier le kayamb du maloya.
Depuis son arrivée sur l’île de La Réunion, le kayamb a occupé une place dans la construction de la culture réunionnaise : hier se jouant dans le fénoir, il est aujourd’hui devenu un des emblèmes du patrimoine musical réunionnais.
Bien plus qu’un instrument de musique traditionnel, il occupe de nos jours une place à part entière dans la plupart des formations musicales de l’île, son utilisation s’étant même étendue à d’autres styles musicaux : jazz, reggae, rock, world music...
Le kayamb a donc su traverser les époques et à l’image d’un bâton de relais, il incarne le lien avec le passé et accompagne toujours aujourd’hui des paroles de revendic
.

## Facture
Le kayamb est fait de deux panneaux de roseaux et de tiges de fleurs de canne à sucre, liés ensemble et montés sur un cadre en bois léger, à l'intérieur duquel on met des petites graines rondes et dures de safran marron, de cascavelle ou de conflore, le tout maintenu par trois lanières de cuir de peau qui assurent l'homogénéité et la robustesse de l'ensemble. Les graines à l'intérieur produisent un son caractéristique lorsqu'elles s'entrechoquent, évoquant un bruit de vagues.
Si aujourd'hui le kayamb est fabriqué à l'aide d'un cadre en bois rempli de graines, sur lequel sont clouées deux rangées superposées de tiges de fleurs de canne séchées, initialement il n'existait pas de clous. Les fleurs de canne étaient simplement tressées avec une corde.

## Jeu
Le joueur de kayamb secoue son instrument avec l'aide des deux mains en se cambrant légèrement vers l'avant. Horizontal, le mouvement est impulsé du bout des doigts. Il est relativement énergique afin que les graines contenues à l'intérieur frappent les parois simultanément et produisent un son homogène.